# 桂枝湯
桂枝湯出自張仲景的《傷寒雜病論》，为主治太陽病中風之方劑。现代中医用来治疗感冒、流感、风湿、头痛等。

## 證候
- 柯琴曰：「此為仲景群方之魁，乃滋陰和陽、調和營衛、解肌發汗之總方也。凡頭痛發熱，惡風惡寒，其脈浮而弱，汗自出者，不拘何經，不論中風、傷寒、雜病，咸得用此發汗。若妄汗、妄下而表不解者，仍當用此解肌。如所云：頭痛發熱、惡寒惡風、鼻鳴乾嘔等病，但見一證，便是不必悉具。惟以脈弱自汗為主耳。」
- 《傷寒論》中提到：「脈陽浮而陰弱，嗇嗇惡寒，淅淅惡風，翕翕發熱，鼻鳴，乾嘔者，桂枝湯主之」；以及「太陽病，頭痛發熱，汗出惡風者，桂枝湯主之」。

## 方義
桂枝湯由5味药材組成：桂枝、芍藥、炙甘草、生薑、大棗。桂枝性味辛溫，有溫通衛陽、解肌祛風的作用。芍藥性苦酸，微寒，能益陰和營。生姜性辛溫，和桂枝共同辛甘化陽。棗味甘，益脾和胃，助芍藥益陰以和營；甘草味甘性溫，補益中氣，調和其他药材的效用（与桂枝、姜化陽，与芍药、棗化陰）。这样搭配具有解肌祛風，調和營衛、氣血、脾胃和陰陽的能力。
桂枝汤适用于体虚受风的患病状态，属于太阳表虚证，桂枝助阳化气，甘草强心，生姜大枣补土生金，补充肺中津液，白芍收敛相火。

## 相關方劑
張仲景还在上述桂枝湯的基础上，加减药材成为其他桂枝湯類。《傷寒論》中一共包括29个桂枝湯類药方。
方例如下：
- 桂枝加葛根湯：治療太陽中風兼項背強直；
- 桂枝加附子湯：治療太陽表虛、漏汗不止；
- 桂枝加厚朴杏子湯：治療太陽中風兼喘等。

## 外部連結
- 桂枝湯 中藥方劑圖像數據庫 (香港浸會大學中醫藥學院) （中文）（英文）